# A Robinson család titka
A Robinson család titka (eredeti cím: Meet the Robinsons) 2007-ben bemutatott amerikai 3D-s számítógépes animációs film, amely a 47. Disney-film. Az animációs játékfilm rendezője Stephen J. Anderson, producere Dorothy McKim. A forgatókönyvet Michelle Spritz és Jon Brenstein írta, a zenéjét Danny Elfman szerezte. A mozifilm a Walt Disney Pictures és a Walt Disney Animation Studios gyártásában készült, a Buena Vista Pictures forgalmazásában jelent meg.
Amerikában 2007. március 30-án, Magyarországon 2007. április 5-én mutatták be a mozikban.

## Cselekmény
Lewis árva, de igazi csodagyerek, aki tizenkét éves korában máris számos saját találmánnyal büszkélkedhet. Legutóbbi – és ez idáig legambiciózusabb – terve az Emlékszkenner, egy olyan masina, amelynek segítségével végre megtalálhatja vér szerinti édesanyját – akit nem ismer – hogy újra egy család lehessenek. De mielőtt Lewis megvalósíthatná tervét, a szerkezetet ellopja tőle a velejéig romlott Kalapos Férfi és gonosz társa, Doris.
Lewis azonban nem adja fel, és segítségére siet a hirtelen felbukkanó Wilbur Robinson nevű fiú, aki időgépével elviszi Lewist a jövőbe, ahol eltöltenek együtt egy napot a kissé furcsa Robinson családdal. Az eljövendő világban, amely nyüzsög a repülő autóktól és ahol a városok a vízen úsznak, a két fiúnak fel kell vennie a harcot a Keménykalapossal, ezen múlik, hogy egyáltalán elérkezik-e az a bizonyos jövő.

## Szereplők
- További magyar hangok: Ifj. Jászai László, Kapácsy Miklós, Kilényi Márk, Kisfalusi Lehel, Láng Balázs, Maday Gábor, Posta Victor, Renácz Zoltán, Stern Dániel, Szabó Máté, Szente Vajk, Varga Rókus
- Énekhangok: Bebe, Bereczki Zoltán, Szolnoki Péter

## Televíziós megjelenések
- HBO, HBO 2, HBO 3
- RTL Klub, M2